# Schamserfehde
Die Schamserfehde war eine kriegerische Auseinandersetzung in der Mitte des 15. Jahrhunderts des Hauses Werdenberg-Sargans mit den lokalen Häusern im Schams, im Domleschg und in Safien sowie ihren Verbündeten.

## Ausgangslage

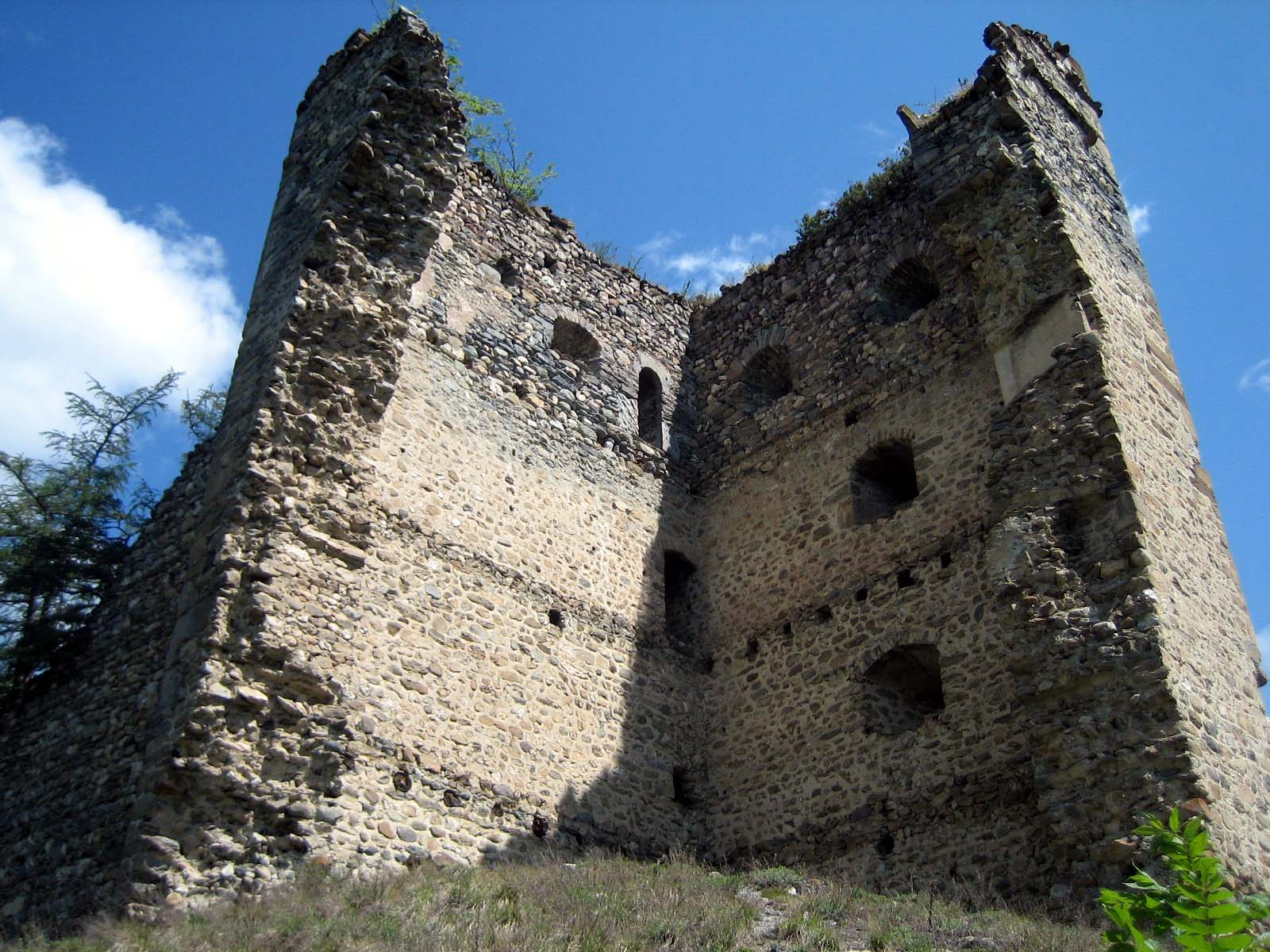
Ruine Alt-Süns

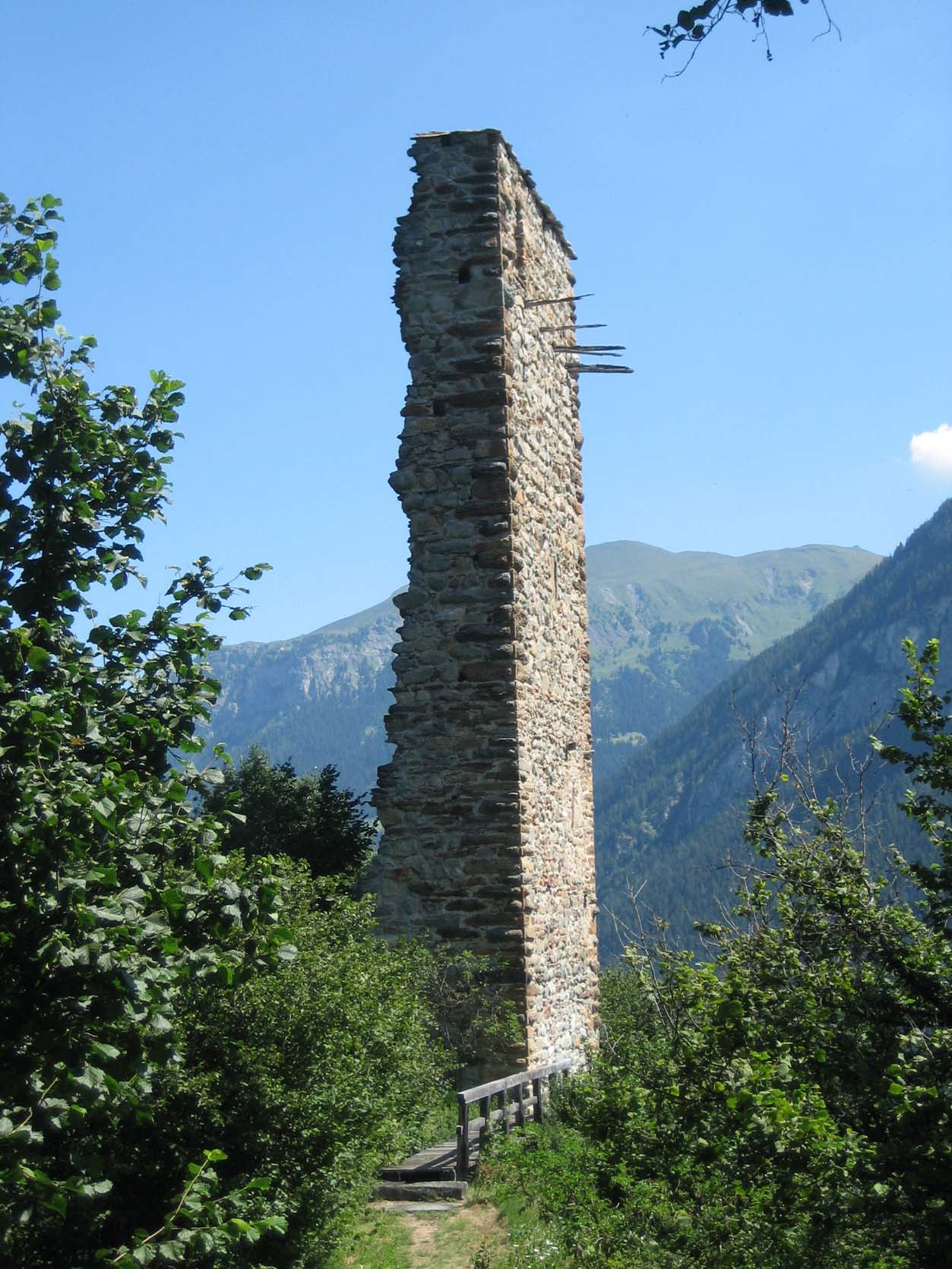
Ruine Cagliatscha

Nach dem Tod von Donat von Vaz, dem letzten Vertreter der Freiherren von Vaz am 23. April 1338 ging sein Erbe heiratshalber über Donats Tochter Ursula an das Haus von Werdenberg-Sargans. Diese erhielten 1338 die Grafschaft Schams mit dem Rheinwald sowie die Vogtei über Safien als bischöfliches Lehen. Als Eigengut übernahmen sie die Herrschaften Obervaz und Heinzenberg, als Pfandschaft von Österreich die Vogtei über die Freien von Laax.
Von den Herren von Montalt erwarben sie im Bündner Oberland die Herrschaft Löwenberg in Schluein sowie Vals. Auf die Dauer jedoch konnten die Freiherren ihre territorialen Ansprüche nicht durchsetzen. 1360 lehnten sich die Talgemeinden Rheinwald und Safien sowie die Freien am Schamserberg gegen die Herrschaft der Werdenberger auf. Dabei wurden sie von den Freiherren von Rhäzüns, Belmont, Montalt und Sax unterstützt. Diese Verbindung mussten die Werdenberger beim Friedensschluss 1362 anerkennen.
1424 trat die Talgemeinde Schams ohne das Einverständnis der Sarganser dem Grauen Bund bei. Drei Jahre danach rebellierten die Schamser und die mit den Churer Gotteshausleuten verbündeten Obervazer. 1431 und 1450 verweigerten die Schamser den Huldigungseid.

## Fehde
Nun versuchten die Grafen von Werdenberg, ihre Herrschaft mit Gewalt durch einen Überfall auf das Tal wiederherzustellen. Dabei wurden sie vom Bischof und vom Herrn von Rhäzüns unterstützt. Die Schamser erhielten Verstärkung aus dem Grauen Bund und dem Churer Gotteshausbund. Die sargansischen Burgen im Schams Cagliatscha und die Bärenburg und im Domleschg (Hochjuvalt, Burg Alt- und Burg Neu-Süns) wurden gebrochen, die Herren mussten einlenken.

## Folgen
In der Folge veräusserten die Sarganser ihre Herrschaften in Rätien: 1456 das Schams (ohne Rheinwald) und Obervaz sowie 1475 Heinzenberg an den Bischof von Chur und das Gotteshaus, 1493 Rheinwald und Safien an Gian Giacomo Trivulzio. Nur im Domleschg konnten sie ihre Position halbwegs halten, wo sie sowohl Eigengüter wie bischöfliches Lehen besassen. Demgemäss wurde das Tal 1472 in zwei Gerichtsbezirke geteilt: Ortenstein blieb unter der Herrschaft der Sarganser, Fürstenau wurde bischöflich.